# Abruzzes
Pour les articles homonymes, voir Abruzzo.
Les Abruzzes [ɑb.ʁyz(ə)] (Abruzzo [aˈbruttso] en italien), sont une région d'Italie méridionale.
Sa capitale est la ville de L'Aquila. La région regroupe les anciennes provinces médiévales de l'Abruzze ultérieure au nord et l'Abruzze citérieure au sud. Ses habitants s'appellent les Abruzzais (Abruzzesi en italien).

## Histoire

### Préhistoire
L'homme s'est très tôt installé sur les collines et les montagnes des Abruzzes. Un fragment de fémur datant de 80 000 ans a été retrouvé sur le Gran Sasso. L'occupation humaine est aussi bien documentée pour le Néolithique avec des habitats en bords de lac (Ortucchio), qu'à l'âge du bronze. À la fin de l'âge du bronze, les premiers habitats perchés et les premières nécropoles à cercle de pierres apparaissent (Scurcola Marsicana, Celano-Paludi).

### Antiquité
Avant la colonisation de la région par les Romains, différents peuples italiques habitent la région : les Sabins (Sabini), les Marrucins (Marrucini), les Picéniens (Picentes), les Samnites (Samnites), les Vestins (Vestini), les Péligniens (Paeligni), les Frentans (Frentani), les Marses (Marsi), les Eques et les Prétutiens (Praetutii), dont le nom transformé en Aprutini donne le nom à la région des Abruzzes. Atri, anciennement Hatria, est l'une des villes les plus anciennes de la région et aurait donné son nom à la mer Adriatique qu'elle surplombe. La plus grande découverte archéologique est sans doute la sculpture du guerrier de Capestrano, haute de 2,10 mètres. Elle a été réalisée vers le Ve siècle av. J.-C. En 90 av. J.-C., durant la guerre sociale, les peuples italiques habitant dans les Abruzzes qui ont aidé les Romains à combattre l'armée carthaginoise, leur demandent la citoyenneté romaine mais le Sénat romain refuse de la leur concéder. Les Marses, les Péligniens, les Picéniens, les Vestins et les Samnites se réunissent, alors en une fédération, avec Corfinium pour capitale, et assiègent Rome qui sur le point de capituler finit par leur concéder la citoyenneté romaine. Sulmona est la ville natale d'Ovide. Par la suite, les Romains s'installent dans les Abruzzes, et édifient Alba Fucens, Amiternum (dont l'amphithéâtre est pris comme modèle pour le Colisée et qui est aussi la ville natale de l'historien Salluste) et plusieurs routes traversant la région (via Valeria, via Claudia Nova). Ils construisent aussi le plus long tunnel de l'époque pour assécher en partie le lac Fucin : 6 km. S'ouvrant sur la localité d'Incile, près d'Avezzano, l'émissaire débouche dans la haute vallée du Salto.

### Moyen Âge
Pendant cette période, la région est tour à tour dominée par les Ostrogoths (Ve – VIe siècles), les Lombards (VIe – IXe siècles), les Normands (XIe – XIIe siècles), par le royaume de Sicile (périodes normande, souabe et angevine) (XIIe – XIIIe siècles).
L'Aquila est construite au XIIIe siècle par l'union de 99 châteaux ; la légende veut qu'elle conserve encore 99 places, 99 fontaines et 99 églises. De nombreux ermites s'installent autour de la Majella, dont Célestin V, couronné pape à L'Aquila dans la basilique Sainte-Marie de Collemaggio. Cette église a d'ailleurs l’une des rares portes Saintes existant en dehors de Rome : on ne l'ouvre qu'une fois par an, le 28 août, accompagné d'un grand défilé médiéval qui se déroule encore aujourd'hui : la Perdonanza. Au Moyen Âge, L'Aquila est une ville florissante placée sur une importante route commerciale, ses hauts remparts sont encore bien conservés. Mazarin est né à Pescina, un village à côté d'Avezzano.
En 1273, le roi Charles d'Anjou divise la circonscription d'Abruzze (Giustizierato d'Abruzzo), créée par Frédéric II en 1233, en deux provinces : l’Abruzze citérieure et l’Abruzze ultérieure.

### Renaissance et temps modernes

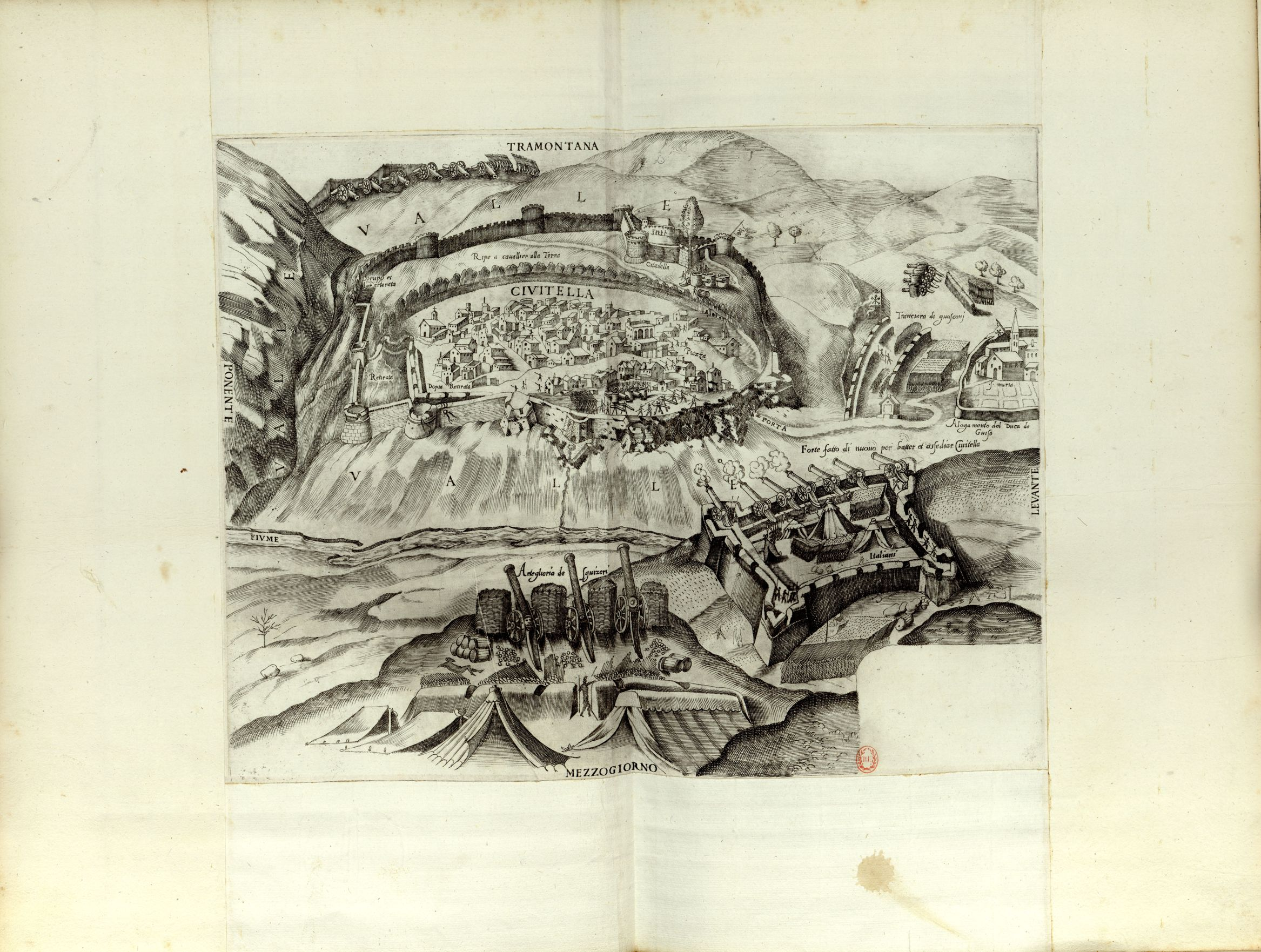
Vue cavalière de Civitella del Tronto, Abruzzes, assiégée par le duc de Guise en 1557.

Durant la Troisième guerre d'Italie, le 11 novembre 1500, Louis XII signe le traité de Grenade avec Ferdinand II d'Aragon régissant le partage du royaume de Naples.
Les Abruzzes reviennent au royaume de France jusqu'à l'armistice de Lyon en 1504. En 1573, l'ingénieur De Marchi gravit pour la première fois le Corno Grande, pourtant difficile à escalader à l'époque. Dès lors, l'alpinisme nait sur le Gran Sasso, avec plusieurs pionniers qui se lancent à l'assaut des cimes et la construction de nombreux refuges (le premier du Gran Sasso est le refuge Garibaldi, construit en 1886).
Au XVIIIe siècle, l'élevage de moutons est à son apogée. De nombreux bergers pratiquent la transhumance et descendent leurs troupeaux l'automne des montagnes jusqu'aux Pouilles, puis reviennent au printemps dans les alpages.

### Époque contemporaine
En octobre 1861, les Abruzzes, qui appartiennent au royaume des Deux-Siciles, entrent dans le royaume d'Italie. En même temps, le lac Fucin est asséché afin de mettre en place une agriculture productive. Entre la fin du XIXe siècle et le début du XXe siècle, on construit les voies ferrées actuelles qui sillonnent la région.
Le célèbre poète italien Gabriele D'Annunzio nait à Pescara. À Popoli l'ingénieur Corradino D'Ascanio nait, il est le premier à mettre au point les prototypes d'hélicoptères et de cyclomoteurs Vespa.
En 1922, le parc national des Abruzzes est institué : c'est le premier parc national européen.
Le 27 décembre 1963 les Abruzzes sont séparées administrativement du Molise, les deux régions étant jusqu'alors réunies au sein d'une même région Abruzzes et Molise depuis 1852.
Dans les années 1970, tensions, conflits et grèves secouent la région pour déterminer qui sera le chef-lieu, Pescara ou L'Aquila. Cette dernière, bien que plus petite, remporte la nomination en raison de son héritage culturel.
En 1989, le parc régional du Velino-Sirente est institué, puis les parcs nationaux de la Majella, du Gran Sasso et des Monti della Laga en 1991, et enfin le parc national de la côte de Chieti en 2007.

## Économie
Depuis les années 1950, les Abruzzes ont une croissance économique du PIB soutenue. En 1951, le PIB par habitant des Abruzzes était de 53 % de celui du Nord de l'Italie, qui compte les régions les plus riches du pays. En 1971, il était de 65 % et en 1994, de 76 %. Le revenu par habitant des Abruzzes est donc plus élevé que celui du Mezzogiorno, dépassant le taux de croissance de toutes les autres régions de l'Italie. En ce sens, les Abruzzes et le Molise, bien qu'ayant fait partie de l'ancien royaume de Naples, sont désormais considérées comme des régions d'Italie centrale, compte tenu de leur position géographique, de leur économie et de leur histoire antique.
La construction des autoroutes de Rome à Teramo (A24) et de Rome à Pescara (A25), a ouvert un accès facile aux Abruzzes facilitant l'investissement privé dans la région où l'enseignement et la productivité y est la plus forte du Mezzogiorno.
Le secteur industriel a connu une expansion rapide, particulièrement dans le génie mécanique, le matériel de transport et de télécommunications. En 2003, le PIB par habitant était de 19 506 euros soit 84 % de la moyenne nationale (23 181 euros) et bien supérieure à celle du Sud (15 808 euros).

## Tourisme

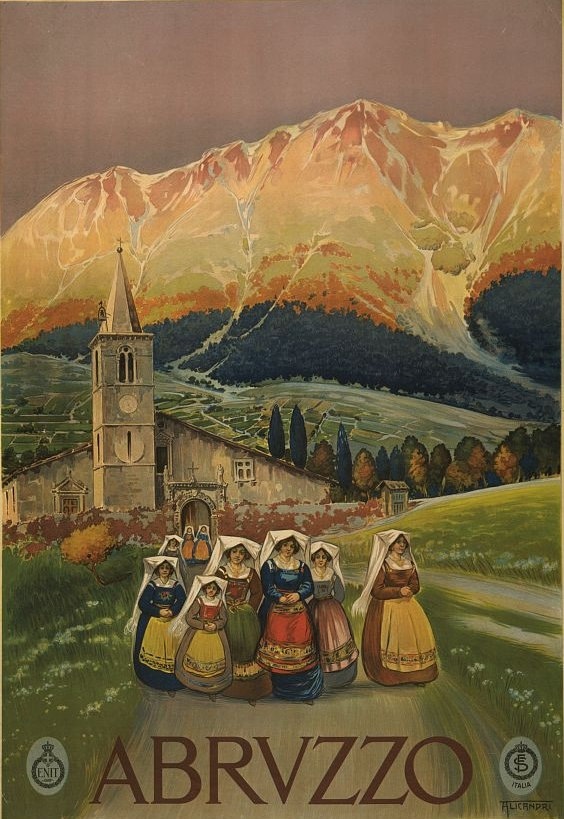
Affiche touristique des années 1920 (Majella, Vincenzo Alicandri).

- Le Tourisme : Les Abruzzes bénéficient d'un renouveau lié au tourisme grâce à trois parcs nationaux et à des réserves naturelles[1].

Les Abruzzes sont la seule région d'Europe qui s'est tournée vers la protection de la nature et de ses paysages pour sauver son économie.
De nombreux restaurants et auberges ouvrent dans les villages, et de plus en plus de gens de toute l'Europe y achètent une résidence secondaire de montagne.
- La richesse des Abruzzes en châteaux et bourgs médiévaux, en particulier près de la ville de L'Aquila[2], lui a valu, le surnom de « Abruzzoshire », par analogie avec les « Chiantishire » surnom parfois utilisé pour désigner la région du Chianti de Toscane, mais les Abruzzes restent toujours à l'écart des sentiers battus pour la plupart des visiteurs de l'Italie.
- Sports d'hiver : La région dispose de 21 domaines skiables avec 368 km de pistes et tout cela à quelques heures de Rome. La station la plus développée est Roccaraso, suivie de Campo Felice et Campo Imperatore. Situés dans la région la plus haute des Apennins, les domaines skiables sont à des hauteurs presque comparables à celles de nombreuses stations alpines. En raison de leur proximité avec la mer Adriatique et aux précipitations, les stations des Abruzzes ont souvent plus de neige que celles des Alpes. Les Abruzzes sont aussi populaires pour le ski de fond, en particulier sur le haut plateau de Campo Imperatore dans le Gran Sasso, ainsi que dans la grande plaine de la Majella. Le Corno Grande et ses voisins Corno Piccolo offrent un éventail de possibilités d'escalade, de randonnées de montagne adaptées aux novices et aux alpinistes chevronnés[3],[4],[5].

- Le littoral : Le long littoral sablonneux abrite un grand nombre de stations balnéaires : Vasto sur la côte sud des Abruzzes ;  Silvi Marina, dont les sables sont considérés parmi les meilleurs de l'Italie ; Francavilla al Mare, Pineto et, sur la côte nord, on trouve Martinsicuro et Alba Adriatica, sans oublier Pescara[6].

## Démographie
Les Abruzzes font partie des régions les moins densément peuplées d'Italie (120 hab./km2 contre 192 hab./km2 pour l'Italie). En effet, après une sensible augmentation de la population du XVIIIe siècle au milieu du XIXe siècle, celle-ci stagne ou augmente légèrement depuis. En 1861, on compte 866 828 habitants ; 1 277 000 habitants en 1951 et plus de 1 300 000 habitants actuellement.
À cela s'ajoutent d'importants phénomènes migratoires de l'intérieur vers les côtes. Ainsi, les villages d'altitude sur le Gran Sasso ont tous perdu plus de la moitié de leurs habitants en 20 ans, tandis que la façade maritime a connu une explosion démographique. La province de Pescara compte aujourd'hui près de 320 000 habitants. En plus, la région a dû faire face à l'émigration de ses habitants vers le reste de l'Italie, voire à l'étranger. Entre 1900 et 1914, plusieurs centaines de milliers de personnes ont quitté la région. Parmi ceux-ci, 85 % partirent en Amérique (États-Unis, Argentine, Brésil). Vers 1950, cet exode change de cap et se dirige surtout vers l'Europe, principalement vers l'Allemagne. Quelques-uns partent aussi au Venezuela, au Canada et en Australie. Mais ce second phénomène migratoire pesa peu sur la région grâce au grand nombre d'Abruzzese qui rentraient au pays.

## Culture
Dans le passé, la région des Abruzzes était bien connue pour la transhumance des moutons du sud de la région vers la région des Pouilles, au cours des mois d'hiver (v.Tratturo).
Les dialectes régionaux comprennent : le dialecte sabin dans la province de l'Aquila (dialectes d'Italie centrale).
le dialecte abruzzese adriatico dans la province de Teramo, Pescara et Chieti qui est également répandu dans la province de Ascoli Piceno (dialectes méridionaux).
le dialecte abruzzese occidentale dans la province de l'Aquila (dialectes de l'Italie méridionale).
d'autres formes de dialectes de la Campanie sont présents (Alto Sangro en province de l'Aquila).
Il y a, cependant, une petite aire linguistique albanaise à Penne, dans la province de Pescara.
Les villes historiques abruzzaises sont : Sulmona au pied du massif de la Maiella, connue par le célèbre poète antique Ovide ; Scanno, Atri un pittoresque centre artistique, Penne et Loreto Aprutino.
Malgré sa position géographique qui la situe plus au centre de la péninsule, la région reste plus proche culturellement et historiquement du sud du pays que du centre, c'est pourquoi elle fait partie de l'Italie méridionale.
Dans le chapitre XXXIX de la partie consacrée à son séjour à Rome de ses Mémoires, Hector Berlioz note au sujet des pifferari (de) : 

« J'ai remarqué seulement à Rome une musique instrumentale populaire que je penche fort à regarder comme un reste de l'antiquité : je veux parler des pifferari. On appelle ainsi des musiciens ambulants, qui, aux approches de Noël, descendent des montagnes par groupes de quatre ou cinq, et viennent, armés de musettes et de pifferi (espèce de hautbois), donner de pieux concerts devant les images de la madone. Ils sont, pour l'ordinaire, couverts d'amples manteaux de drap brun, portent le chapeau pointu dont se coiffent les brigands, et tout leur extérieur est empreint d'une certaine sauvagerie mystique pleine d'originalité. J'ai passé des heures entières à les contempler dans les rues de Rome, la tête légèrement penchée sur l'épaule, les yeux brillants de la foi la plus vive, fixant un regard de pieux amour sur la sainte madone, presque aussi immobiles que l'image qu'ils adoraient. La musette, secondée d'un grand piffero soufflant la basse, fait entendre une harmonie de deux ou trois notes, sur laquelle un piffero de moyenne longueur exécute la mélodie ; puis, au-dessus de tout cela deux petits pifferi très-courts, joués par des enfants de douze à quinze ans, tremblotent trilles et cadences, et inondent la rustique chanson d'une pluie de bizarres ornements. Après de gais et réjouissants refrains, fort longtemps répétés, une prière lente, grave, d'une onction toute patriarcale, vient dignement terminer la naïve symphonie. Cet air a été gravé dans plusieurs recueils napolitains, je m'abstiens en conséquence de le reproduire ici. De près, le son est si fort qu'on peut à peine le supporter ; mais à un certain éloignement, ce singulier orchestre produit un effet auquel peu de personnes restent insensibles. J'ai entendu ensuite les pifferari chez eux, et si je les avais trouvés si remarquables à Rome, combien l'émotion que j'en reçus fut plus vive dans les montagnes sauvages des Abruzzes, où mon humeur vagabonde m'avait conduit ! Des roches volcaniques, de noires forêts de sapins formaient la décoration naturelle et le complément de cette musique primitive. Quand à cela venait encore se joindre l'aspect d'un de ces monuments mystérieux d'un autre âge connus sous le nom de murs cyclopéens, et quelques bergers revêtus d'une peau de mouton brute, avec la toison entière en dehors (costume des pâtres de la Sabine), je pouvais me croire contemporain des anciens peuples au milieu desquels vint s'installer jadis Évandre l'Arcadien, l'hôte généreux d'Énée. »

— Hector Berlioz, Mémoires
C'est cette musique traditionnelle de la montagne des Abruzzes, qui a si vivement ému Berlioz, que l'on entend, transposée pour l'alto et les autres instruments concertants de l'orchestre, dans le troisième mouvement d'Harold en Italie, la Sérénade d'un montagnard des Abruzzes à sa maîtresse.

## Parcs des Abruzzes

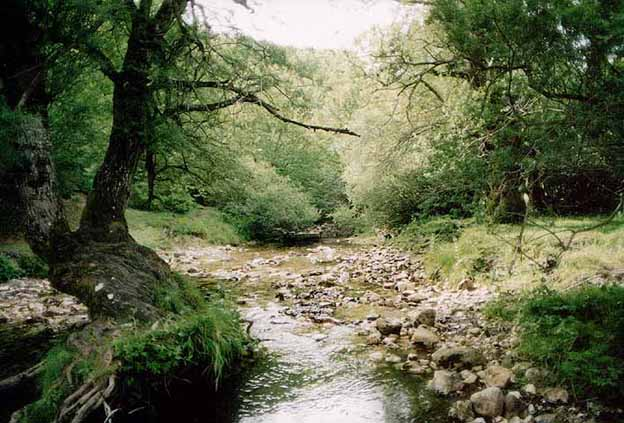
Parc national des Abruzzes.

- Le parc national des Abruzzes (Parco Nazionale d'Abruzzo, Lazio e Molise) est l'élément le plus célèbre de la région. Créé en 1922, c'est un des premiers parcs nationaux d'Europe.
- Le parc naturel régional du Velino-Sirente (en 1989).
- Le parc national de la Majella (en 1991).
- Le parc national du Gran Sasso e Monti della Laga (en 1991).
- Le parc national de la côte de Chieti (en 2007).

Le tout est entouré d'un immense réseau de réserves naturelles qui fait des Abruzzes le territoire le plus préservé d'Italie (plus du tiers de sa surface). D'autres projets, comme ARVE (Abruzzo Regione Verde d'Europa) ou encore APE (Appennino Parco d'Europa) veulent favoriser le regroupement des zones protégées des Abruzzes en un immense parc national de 500 ou 600 000 hectares (soit la surface d'un département français).
Voici quelques chiffres concernant les Abruzzes, qui représentent seulement 4 % de la surface de l'Italie :
1. Sur les 100 ours italiens, 80 vivent dans les Abruzzes - soit 4 ours sur 5 = 80 % de la population ursine ;
2. Sur les 20 lynx italiens, 10 habitent dans les Abruzzes - soit 1 lynx sur 2 = 50 % de la population des lynx ;
3. Sur les 600 loups italiens, 200 se trouvent dans les Abruzzes - soit 1 loup sur 3 = 33 % de la population lupine.

## Transports

### Transports routiers
Trois autoroutes traversent la région :
- l'A14, qui longe la côte Adriatique ;
- l'A24, qui va de Rome à Giulianova en passant par L'Aquila et Teramo ;
- l'A25, qui va de Pescara à l'A24 en passant par Chieti, Sulmona et Avezzano.

Les deux dernières autoroutes sont communément appelées « Route des Parcs » (Strada dei Parchi).

### Transports ferroviaires
Les voies ferrées sont omniprésentes, que ce soit sur la côte ou dans les vallées internes.
La ligne Rome-Avezzano-Sulmona-Pescara est la deuxième ligne la plus haute d'Italie.
La ligne Sulmona-Roccaraso-Carpinone (Molise) est dénommée « Train des Parcs » (Treno dei Parchi) ou Transiberiana d'Italia  est désormais desservie que par des trains touristiques.
La « Flèche du gran Sasso » (Freccia del gran Sasso) L'Aquila-Sulmona-Rome et le « Train de la Vallée » (Treno della Valle), le long du Sangro, peuvent traverser un relief accidenté grâce à de nombreux ouvrages d'art (viaducs et ponts) mais leur faible usage a determiné la suppression des services (sauf entre L'Aquila e Sulmona)
La ligne, le long de la côte, a 2 voies et est fréquentée par des Frecce (TGV italien) et des trains de marchandises.

### Transports maritimes
Les trois principaux ports abruzzais sont Pescara, Ortona (avec un bac pour les îles Tremiti, dans les Pouilles) et Vasto (navires marchands). Il existe de nombreux ports touristiques sur les côtes et dans les plus grands lacs de l'intérieur.

### Transports aériens
L'aéroport des Abruzzes (Aeroporto d'Abruzzo), à Pescara, est un petit aéroport international qui dessert les grandes villes italiennes, ainsi que plusieurs destinations en Europe.
L'Aquila possède un aérodrome touristique.

## Administrations

### Politique
L'administration régionale est élue. Les élections régionales qui ont eu lieu le 10 mars 2024 ont donné les résultats suivants :
|                        |                        |            |            |                      |                                                |                       |         |         |               |               |               |       |  |  |
| Présidence             | Présidence             | Présidence | Présidence | Présidence           | Conseil                                        | Conseil               | Conseil | Conseil | Conseil       | Conseil       | Conseil       | Total |  |  |
| Candidats              | Candidats              | Votes      | %          | Élus                 | Partis                                         | Partis                | Votes   | %       | +/-           | Sièges        | +/-           | Total |  |  |
|                        | Marco Marsilio (FdI)   | 327 660    | 53,50      | 1                    |                                                | Frères d'Italie (FdI) | 139 578 | 24,10   | 17,61         | 8             | 6             |       |  |  |
|                        | Marco Marsilio (FdI)   | 327 660    | 53,50      | 1                    | Forza Italia (FI)                              | 77 841                | 13,44   | 4,39    | 4             | 1             |               |       |  |  |
|                        | Marco Marsilio (FdI)   | 327 660    | 53,50      | 1                    | Ligue (Lega)                                   | 43 816                | 7,56    | 19,97   | 2             | 8             |               |       |  |  |
|                        | Marco Marsilio (FdI)   | 327 660    | 53,50      | 1                    | Marsilio pour la présidence                    | 33 102                | 5,72    | Nv.     | 2             | 2             |               |       |  |  |
|                        | Marco Marsilio (FdI)   | 327 660    | 53,50      | 1                    | Nous, modérés (NM)                             | 15 516                | 2,68    | Nv.     | 1             | 1             |               |       |  |  |
|                        | Marco Marsilio (FdI)   | 327 660    | 53,50      | 1                    | Union de centre (UdC)                          | 6 784                 | 1,17    | 1,72    | —             | 1             |               |       |  |  |
| Total Centre-droit     | Total Centre-droit     | 327 660    | 53,50      | 1                    | 316 637                                        | 54,67                 | 5,47    | 17      | en stagnation | 18            |               |       |  |  |
|                        | Luciano D'Amico (Ind.) | 284 748    | 46,50      | 1                    |                                                | Parti démocrate (PD)  | 117 497 | 20,29   | 9,15          | 6             | 3             |       |  |  |
|                        | Luciano D'Amico (Ind.) | 284 748    | 46,50      | 1                    | Abruzzes ensemble                              | 44 353                | 7,66    | 4,98    | 2             | 2             |               |       |  |  |
|                        | Luciano D'Amico (Ind.) | 284 748    | 46,50      | 1                    | Mouvement 5 étoiles (M5S)                      | 40 629                | 7,01    | 12,72   | 2             | 5             |               |       |  |  |
|                        | Luciano D'Amico (Ind.) | 284 748    | 46,50      | 1                    | Action (Az) (av. SPR)                          | 23 156                | 4,00    | Nv.     | 1             | 1             |               |       |  |  |
|                        | Luciano D'Amico (Ind.) | 284 748    | 46,50      | 1                    | Abruzzes progressiste et solidaire (AVS-DemoS) | 20 655                | 3,57    | Nv.     | 1             | 1             |               |       |  |  |
|                        | Luciano D'Amico (Ind.) | 284 748    | 46,50      | 1                    | Réformistes civiques (AiC-IV-PSI) (av. +E)     | 16 275                | 2,81    | N/A     | —             | en stagnation |               |       |  |  |
| Total Centre-gauche    | Total Centre-gauche    | 284 748    | 46,50      | 1                    | 262 565                                        | 45,33                 | 14,69   | 12      | 7             | 13            |               |       |  |  |
|                        |                        |            |            |                      |                                                |                       |         |         |               |               |               |       |  |  |
| Votes valides          | Votes valides          | 612 408    | 97,12      |                      | Votes valides                                  | Votes valides         | 579 202 | 91,85   |               |               |               |       |  |  |
| Votes blancs et nuls   | Votes blancs et nuls   | 18 197     | 2,88       | Votes blancs et nuls | Votes blancs et nuls                           | 51 403                | 8,15    |         |               |               |               |       |  |  |
| Total candidats        | Total candidats        | 630 605    | 100        | 2                    | Total partis                                   | Total partis          | 630 605 | 100     | -             | 29            | en stagnation | 31    |  |  |
| Abstentions            | Abstentions            | 397 602    | 47,81      |                      |                                                |                       |         |         |               |               |               |       |  |  |
| Inscrits/Participation | Inscrits/Participation | 1 208 207  | 52,19      |                      |                                                |                       |         |         |               |               |               |       |  |  |

### Provinces

Les quatre provinces des Abruzzes.

Les Abruzzes sont divisées en quatre provinces :
- province de L'Aquila ;
- province de Chieti ;
- province de Pescara ;
- province de Teramo.

### Communes
- Communes de la province de L'Aquila
- Communes de la province de Chieti
- Communes de la province de Pescara
- Communes de la province de Teramo

31 communes se situent au-dessus de 1 000 m d'altitude, mais seulement 11 en dessous de 100 m. La commune la plus haute est Rocca di Cambio (1 434 mètres), c'est aussi la plus haute des Apennins.

## Galerie de photos

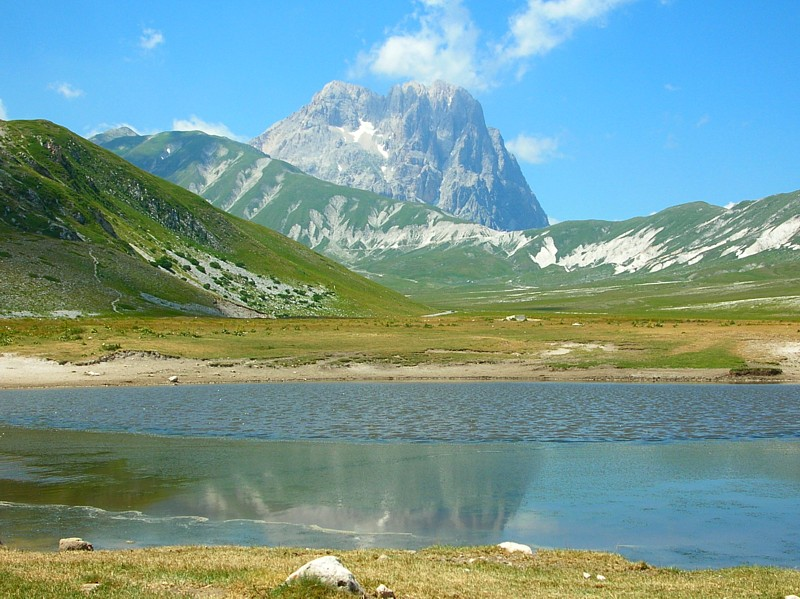
Corno Grande.
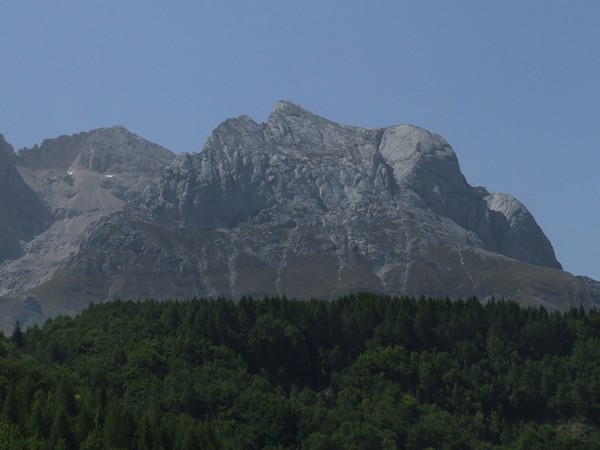
Corno Piccolo.
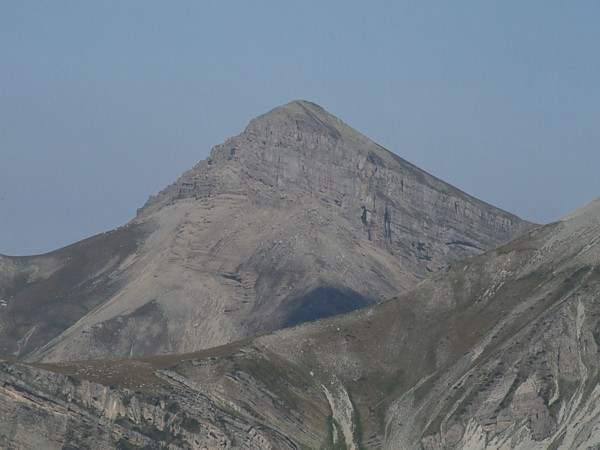
Monte Corvo.
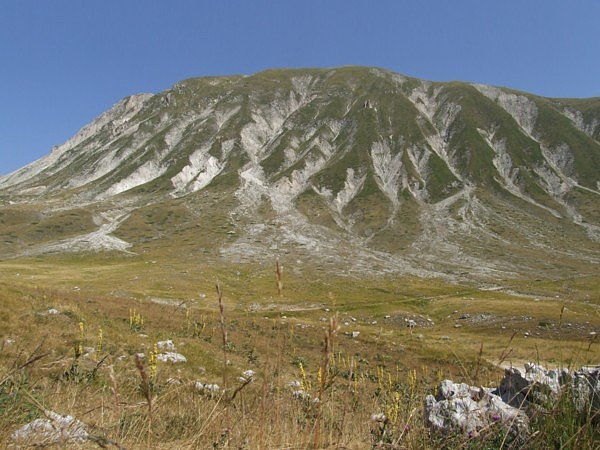
Monte Aquila.
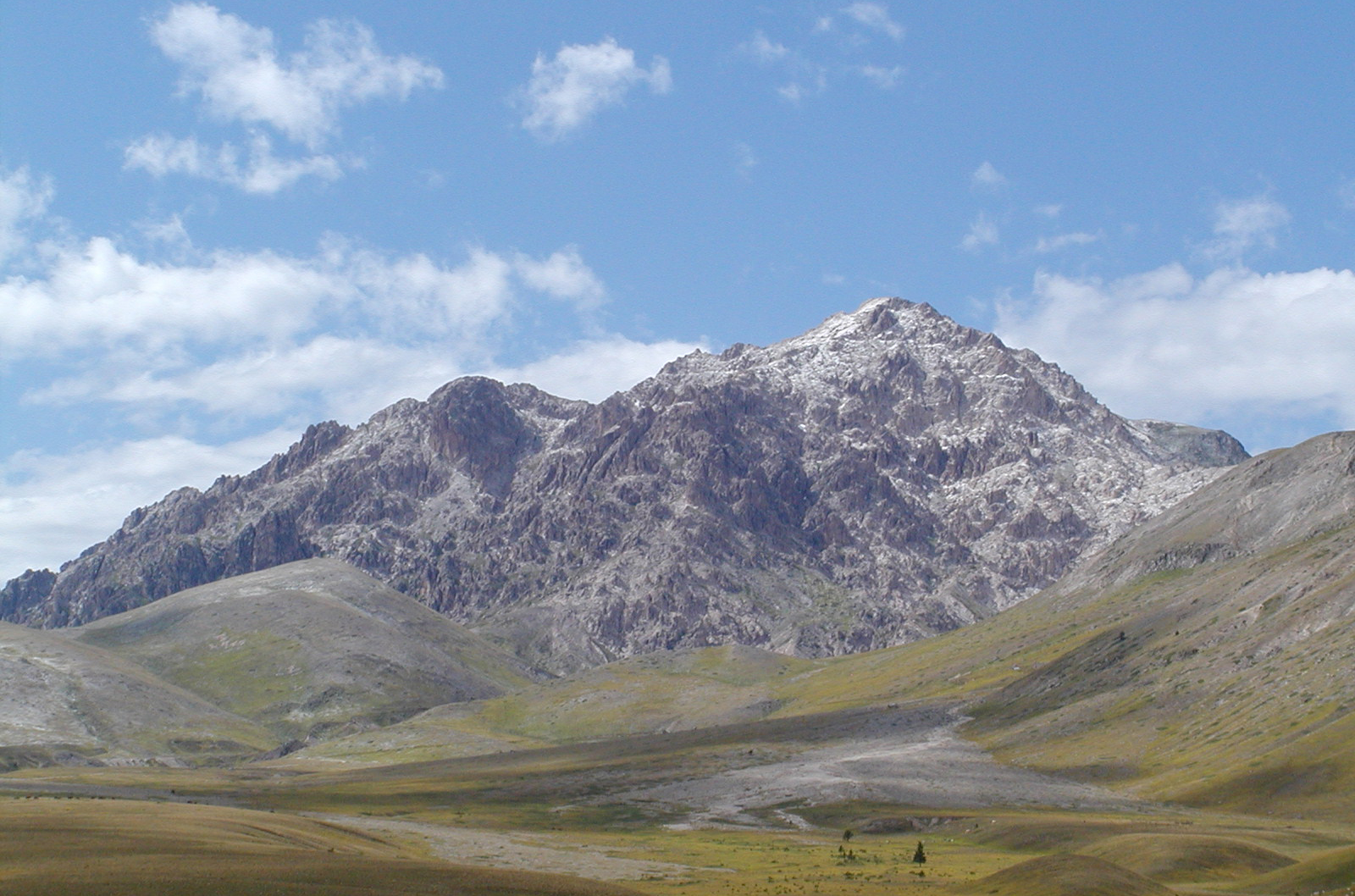
Monte Prena.
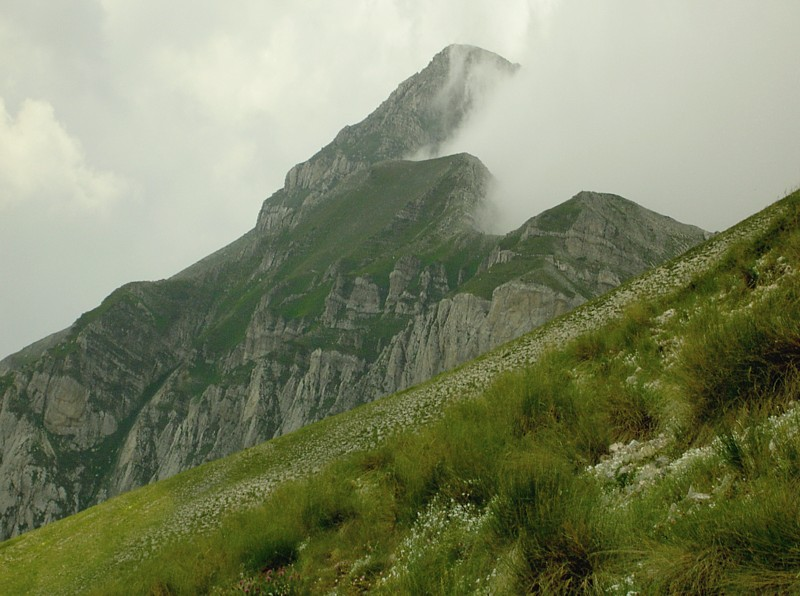
Pizzo Cefalone.
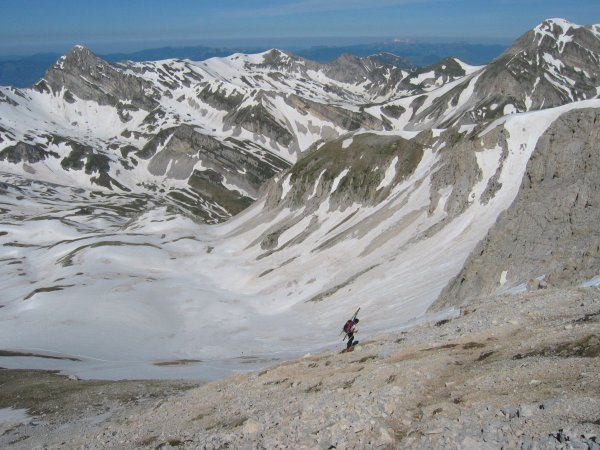
Pizzo d'Intermesoli (haut à droite), Pizzo Cefalone (haut à gauche).